# Autiosaari (ö i Lappland, Östra Lappland, lat 66,01, long 28,36)
Autiosaari är en ö i Finland. Den ligger i sjön Livojärvi och i kommunen Posio i den ekonomiska regionen  Östra Lapplands ekonomiska region  och landskapet Lappland, i den norra delen av landet, 700 km norr om huvudstaden Helsingfors. Öns area är 7,2 hektar och dess största längd är 490 meter i öst-västlig riktning.